# Aulo Platorio Nepote
Aulo Platorio Nepote (latino: Aulus Platorius Nepos Aponius Italicus Manilianus; 85 circa – 125 circa) è stato un politico e militare romano governatore della provincia di Britannia.

## Biografia
Aulo Platorio Nepote, figlio dell'omonimo legato dei tempi di Vespasiano, appartenente all'ordine senatorio, fu tribunus militum della legio XXII Primigenia negli ultimi anni della conquista della Dacia di Traiano o poco dopo (105-108 circa), tribuno della plebe, curator viarum delle strade Cassia, Clodia, Cimina e nova Traiana (attorno al 110 o poco prima), questore di Macedonia (attorno agli anni 110-112), legatus legionis durante le campagne partiche di Traiano in Oriente (attorno agli anni 113-117) e pretore (attorno al 115), prima di diventare console suffetto nel 119.
Fu inviato prima in Tracia (attorno al 120), poi in Germania inferiore (attorno al 121) ed infine in Britannia (122-125) quale governatore provinciale.
A lui si deve l'inizio della costruzione del vallo di Adriano grazie all'amicizia con l'imperatore, che se da un lato ne aveva agevolato la carriera, era pur sempre sospettoso nei confronti dei suoi stessi amici. Potrebbe essere morto poco dopo il 125, per contrasti con l'imperatore Publio Elio Adriano, anche se la Historia Augusta racconta che in passato, quando Nepote era ammalato e non aveva, per questo, dato udienza allo stesso imperatore, quest'ultimo non lo aveva punito.